# Гонсалвес да Силва, Аилтон
Аилтон Гонсалвес да Силва (порт. Aílton Gonçalves da Silva; род. 19 июля 1973, Можейру, Параиба) — бразильский футболист, нападающий.

## Карьера

### Клубная
Наиболее известен по выступлениям за бременский «Вердер», в составе которого становился в 2004 году лучшим бомбардиром Бундеслиги и первым иностранцем, удостоенным звания лучшего футболиста года в Германии.
Аилтон четвёртый иностранный игрок, которому покорилась отметка более чем в 100 забитых мячей в Бундеслиге. Кроме него отметку в 100 мячей преодолели Джованни Элбер (133), Клаудио Писарро (142), Стефан Шапюиза (106).
В 2008 году выступал за австрийский «Альтах», откуда был уволен в конце августа.
12 марта 2009 года Аилтон подписывает контракт с клубом «Кампиненсе», играющим на тот момент во второй по значимости лиге Бразилии (Серия B). Не задержавшись надолго (1 игра, 1 забитый мяч) после вылета «Кампиненсе» в Серию C, летом 2009 года подписывает соглашение с китайским «Чунцин Лифань» выступающим в Суперлиге Китая.
Однако и тут ему не удалось закрепится и не сыграв ни одного официального матча, Аилтон возвращается в Германию. 2 декабря 2009 года клуб шестого немецкого дивизиона «Юрдинген 05» подписывает с 36-летним бразильцем контракт до 30 июня 2011 года.
Летом 2010 года подписал контракт с клубом четвёртого дивизиона «Обернойланд» из Бремена. 4 февраля 2011 года расторг контракт с клубом. Весной 2011 года перешел в клуб «Рио-Бранко».

### Международная карьера
Аилтон никогда не играл за сборную Бразилии. Во время его выступлений за «Вердер», представителями Катара было предложено несколько миллионов долларов игроку, чтобы он стал выступать за сборную этой страны.

## Достижение

### Командные
«Вердер»
- Чемпион Германии: 2003/04
- Обладатель Кубка Германии: 1998/99, 2003/04

«Шальке 04»
- Обладатель Кубка Интертото: 2004

«Црвена звезда»
- Чемпион Сербии: 2006/07

### Личные
- Футболист года в Германии: 2003
- Лучший бомбардир Бундеслиги: 2003/04
- Входит в состав символической сборной Бундеслиги по версии Kicker: 2003/04

## Семейное положение
Женат на мексиканке Розали. У пары есть двое детей — Мария и Александра.